# George Vionnet
George Vionnet, né à Lyon le 31 janvier 1712, où il est mort le 31 décembre 1754, est un prêtre jésuite et homme de lettres français.

## Biographie
Issu d'une famille de négociant lyonnais, frère du propriétaire du château de Rochecardon et du jésuite Barthélemy Vionnet, Georges Vionnet rentre dans la Compagnie de Jésus en 1728 et suit ses études de théologie au collège Louis-le-Grand à Paris, où il  se fait remarquer par ses supérieurs pour ses talents en poésie et éloquences. 
Rentré à Lyon, il devient professeur de rhétorique au collège jésuite de la Trinité à Lyon, exerçant durant huit années à la suite de son frère. Il a notamment le futur ministre Charles Pierre Claret de Fleurieu pour élèves.
Se consacrant aux lettres et aux langues, il est auteur de poèmes et tragédies, écrivant en français et en latin.

## Œuvres
- Carmina nummaria. I : Christiani Edschlager,... Synopsis rei nummariae veterum. II : Georgii Vionnet,... Musaeum nummarium. * Nova editio... accurante A. Guichon de Grandpont,... (1869)
- Xerxès, tragédie [Lyon, 27 et 28 mai 1747.] (1749)
- Berga ad Zoman a Gallis expugnata, oratio habita Lugduni, III. nonas febr. ann. M. DCC. XLVIII... a Georgio Vionnet,... (1748)
- Georgii Vionnet,... Museum nummarium, carmen, sive Notitia rei nummariae veteris. Recensuit praefatusque est Julius Carolus Schlaeger,... (1744)
- Amalaric (1743)
- Musaeum nummarium, carmen, autore Georgio Vionnet... (1734)
- Ode in laudem S. Joannis Francisci Regis